# Tessel·la
|  | No s'ha de confondre amb Tessel·lació. |

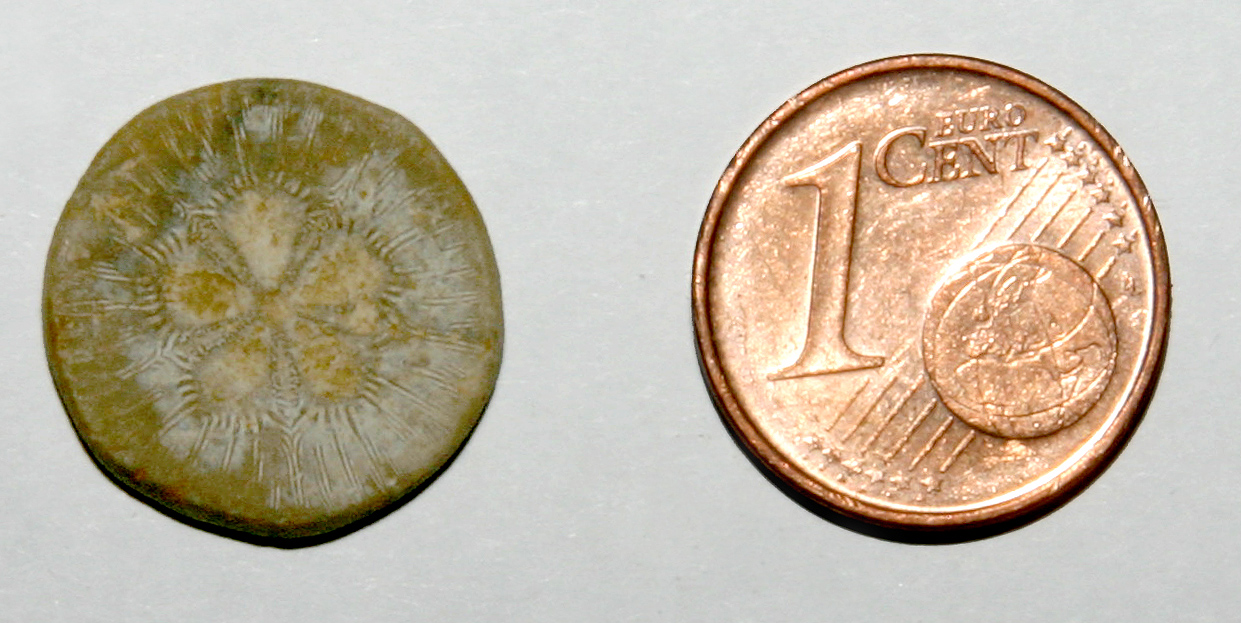
Comparació d'una tessel·la romana amb un cèntim d'euro.

La tessel·la és una peça petita de marbre, terra cuita, vidre, etc., amb què es fa un mosaic.
La paraula tessel·la ve del llatí tessellae, que alhora prové del grec τεσσερες, i que significa quatre.
En l'antic món grec fou des de molt aviat (finals del segle v aC) molt freqüent l'elaboració de paviment compost per còdols de riu (pedretes erosionades de les vores dels rius) de diferents mides i colors. Amb aquests còdols es feien dibuixos senzills de motius geomètrics. A finals del segle iii aC, les tessel·les van anar substituint els còdols policroms.
Les tessel·les són peces de forma cuboide, fetes de diverses roques, com la calcària, el marbre o d'altres materials de vidre o ceràmica, molt curosament elaborades i de diverses mides i formats. Els antics romans ja construïen els mosaics amb aquestes petites peces, d'aquí que també els anomenessin opus tessellatum, tot i que aquesta denominació correspon només a una de les variades modalitats de paviments decorats amb tessel·les que havien desenvolupat.
Els tallers de mosaistes dels antics romans estaven compostos per diversos professionals que treballaven en equip: l'operari més destacat era el musivarius, que col·locava les tessel·les sobre una superfície prèviament preparada amb una mà de morter hidràulic anomenada signinum, distribuint-ne els colors i les formes segons el motiu a representar que havia traslladat al paviment el pictor tesselarius, i que prèviament havia dissenyat el pictor imaginarius que era considerat l'artista.